# Бријач
Бријач је врста предмета која служи за уклањање нежељених длачица са тела, а нарочито са лица. Постоји различити типови бријача као што су трајни, једнократни и електрични бријачи.

## Историја
Одређена врста бријача је почела да се користи у многим местима још у Бронзано доба. Тада су то били већ нађени или исклесани оштри предмети којима се скидала нежељена длака. У почетку су то најчешће били зуби од неких животиња а са настанком првих цивилизација бријачи су се правили од бакра па чак и злата.
Након тога за бријање су се користили посебни ножеви бритве. Модерни бријачи какве их данас знамо су се први пут појавили у 18. и 19. веку.

## Врсте
Постоји више различитих врста бријача које имају одређене карактеристике Основни типови су: бритва за бријање, бријач са жилетом, једнократни бријач и електрични бријач.

### Бритва за бријање
Бритва за бријање је специјално прављена бритва за ову намену. Највише се користила до 20.века. Сада се углавном користи код малог броја људи који држе до традиције, и у специјалним бријачким радњама.

### Бријач са жилетом
Ова врста бријача се појавила почетком 20.века. Има ручку и равни део у који се умеће жилет. Жилет се мења после неколико бријања. Касније су жилети па и сама конструкција ових бријача промењени. Жилет је замењен са једним или више нивоа сечива на посебном пластично-гуменом постољу.

### Једнократни бријачи
Једнократни бријачи су по својој конструкцији слични претходним. Једино што на њему нема заменљивих делова већ се после једног или пар бријања могу бацити у целини.

### Електрични бријачи
Електрични бријачи су најсличнији електричним машинама за шишање. Основна разлика је у много прецизнијим и оштријим ножићима. Такође подесивост је много ситнија код електричних бријача. И овде постоје још детаљније поделе пре свега по начину кретања сечива али и по томе да ли имају батерију или је непоходно мрежно напајање.